# Pappelteich (Wien)

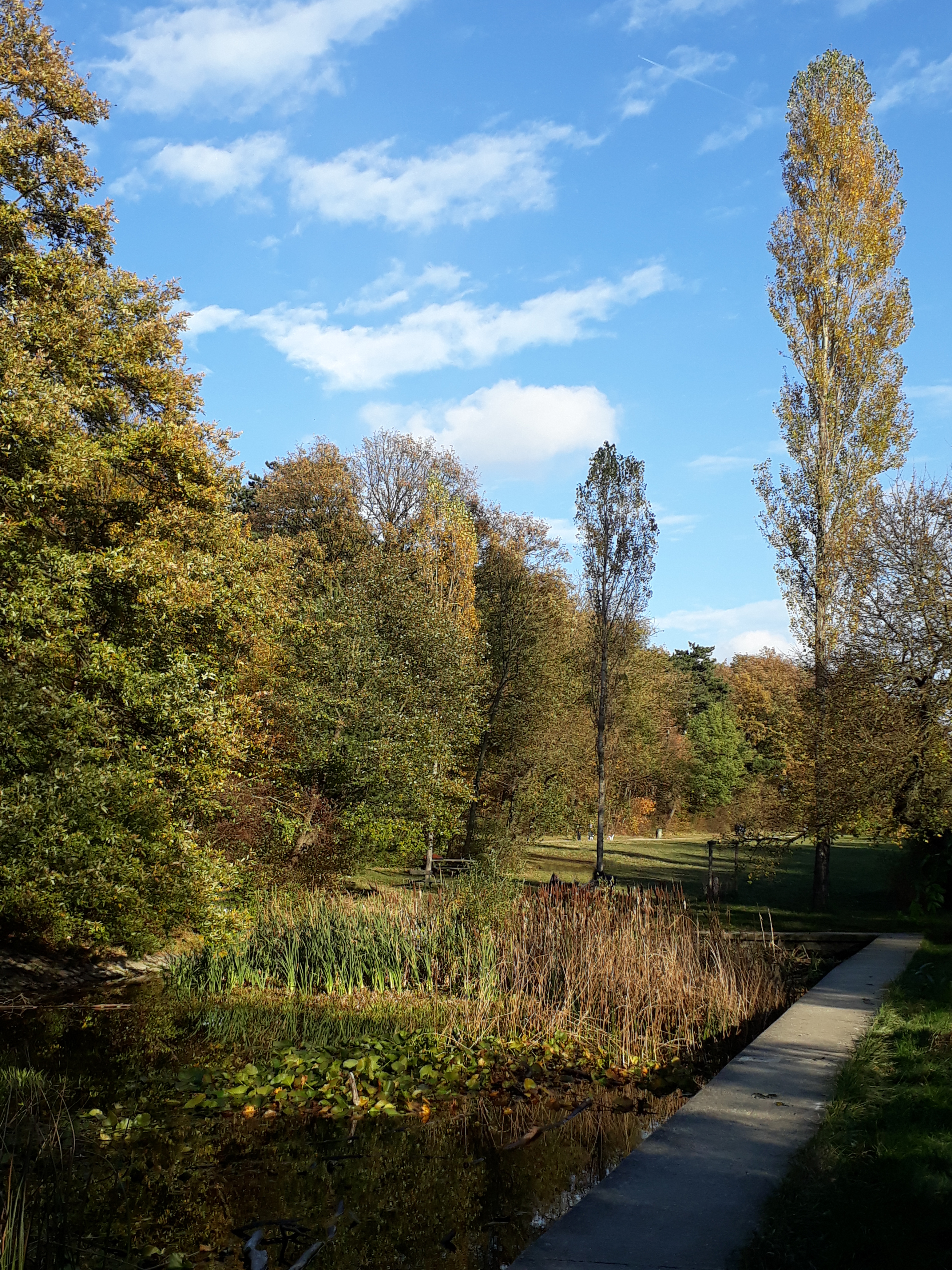
Der Pappelteich im Oktober 2018

Pappelteich ist die Bezeichnung für einen künstlich errichteten Teich im Maurer Wald.

## Lage
Der Pappelteich liegt etwas südlich der gedachten Verlängerung der Anton-Krieger-Gasse im Maurer Wald gleich neben dem dortigen Spazierweg. In unmittelbarer Nähe befinden sich drei öffentliche Spielplätze. Der Weg zum Pappelteich geht von der Anton-Krieger-Gasse beim dortigen Freiluftplanetarium Sterngarten weg.

## Geschichte

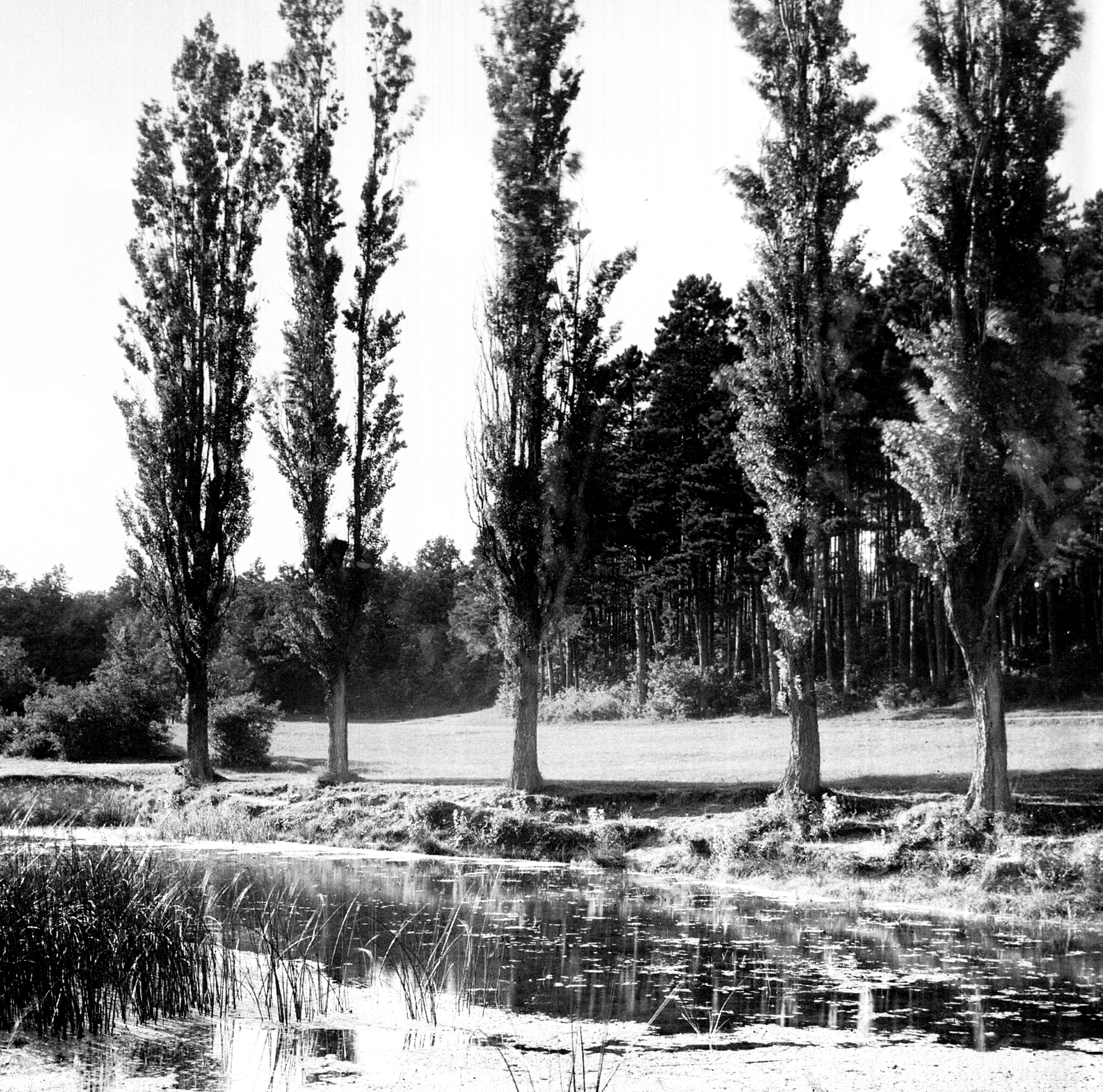
Der Pappelteich samt namensgebender Bepflanzung ca. im Jahr 1930. Zu diesem Zeitpunkt noch ohne künstliche Einfassung aus Beton und Stein.

Der Pappelteich ist bereits 1872 in Landkarten verzeichnet gewesen. Um 1940 wurde er als Badeanlage für die Bewohner der nahe liegenden (nie vollständig ausgebauten) Luftnachrichtentruppenkaserne in Mauer ausgebaut. Die Uferbefestigungen aus Beton und Ziegeln stammen aus dieser Zeit. Sein Name leitet sich von den Pappeln ab, die neben dem Teich wachsen. Die meisten dieser Pappeln mussten im Jahr 2004 aufgrund von Altersschwäche gefällt werden. 2010 wurden neue Pappeln gepflanzt, die dem Teich seinen Namen erhalten sollen.

## Nutzung
Der Pappelteich ist ein rechteckiges gemauertes und betoniertes Becken mit ca. 30 Metern Länge und ca. 15 Metern Breite. Er ist ein stehendes Gewässer ohne Speisung aus dem Grundwasser oder eines natürlichen Zuflusses. Seine einzige natürliche Wasserversorgung stellt das Regenwasser dar. Ursprünglich wurde er durch eine kleine Quelle gespeist, die jedoch in Beton gefasst wurde. Der Zufluss wurde dadurch unterbrochen. Der Pappelteich ist ein bedeutender Lebensraum von Pflanzen und Tieren. Auf seinem Grund wächst die Armleuchteralge, an der Oberfläche blühen Seerosen. Im Teich und seiner Umgebung leben Braunfrösche, Erdkröten, Schwanzlurche, Gelbbauchunken, Berg- und Teichmolche, Ringelnattern, Fische und Enten.

Abgesehen von der Bedeutung als Lebensraum für Flora und Fauna ist er aufgrund seines idyllischen Aussehens und eben wegen der beobachtbaren Tiere ein beliebter Ruheort für Wanderer und die örtliche Bevölkerung.

Der Pappelteich in einer Karte von 1872

## Gefährdung und Zuleitung
Durch den Klimawandel kommt es in den letzten Jahren immer mehr zu trockeneren und heißeren Sommern. Dies führte zu einem immer niedrigeren Wasserstand und im Jahr 2018 sogar fast zur Austrocknung des Pappelteichs. Durch die Magistratsabteilung 45 (Wiener Gewässer) wurden zunächst bauliche Maßnahmen gesetzt, die die Wasserzufuhr zum Pappelteich verbessern sollten. Die Maßnahmen führten im Jahr 2019 zunächst zu einem deutlich höheren Wasserstand. Zudem wurde der Teich mehrmals mithilfe von Tankwagen aufgefüllt. Im Juni 2022 wurde schließlich eine Wasserleitung in Betrieb genommen, welche den Teich nun direkt und dauerhaft mit Wasser versorgt.